# Рио Традито (Болоња)
Рио Традито (итал. Rio Tradito) је насеље у Италији у округу Болоња, региону Емилија-Ромања.
Према процени из 2011. у насељу је живело 119 становника. Насеље се налази на надморској висини од 217 м.